# Christopher Browning

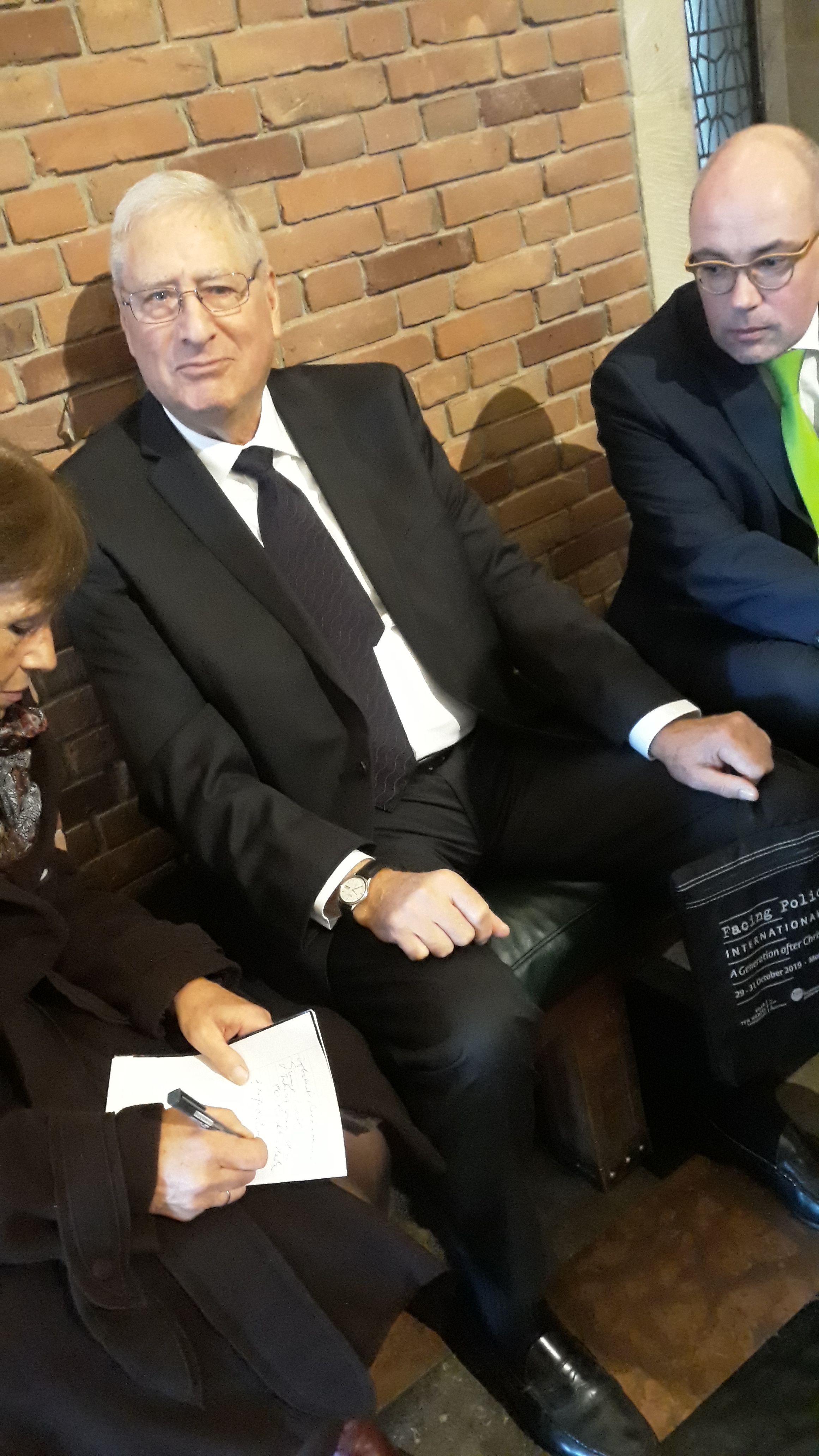
Christopher Browning 2019 im Friedenssaal des Historischen Rathauses Münster.

Christopher Browning (Christopher Robert Browning; * 22. Mai 1944 in Durham (North Carolina)) ist ein US-amerikanischer Historiker. Er ist emeritierter Professor der University of North Carolina.

## Leben
Browning studierte Geschichte an der University of Wisconsin–Madison. 1999 erhielt er die Professur für Geschichte an der University of North Carolina (bis 2014). 2006 wurde er in die American Academy of Arts and Sciences gewählt. Am 30. Oktober 2019 wurde ihm in Münster in Anwesenheit seiner Frau Jenny eine Festschrift zum 75. Geburtstag überreicht, die Laudatio hielt Norbert Frei.

### Forschungen über die NS-Zeit
Bedeutende Rezeption erlangte sein Buch Ordinary Men (deutsch Ganz normale Männer), das Daniel Jonah Goldhagen als Ausgangspunkt für sein umstrittenes Buch Hitlers willige Vollstrecker diente.
Browning gilt als international renommierter Holocaustforscher, dessen Position im Spannungsfeld zwischen intentionalistischer und funktionalistischer Forschungsrichtung am ehesten mit der eines gemäßigten Funktionalisten zu beschreiben ist. So sieht er in seinem Werk The Origins of the Final Solution 2004 den Entscheidungsprozess zur Endlösung der Judenfrage in der gegenseitigen Durchdringung mehrerer Faktoren. Neben Hitlers obsessivem Antisemitismus spiele die ständige Radikalisierung des Vernichtungssystems, wie sie auch der deutsche Historiker Hans Mommsen beschreibt, eine wichtige Rolle. Schließlich beschleunigte nach Browning die zum Teil eigenmächtige Umsetzung judenfeindlicher Maßnahmen von unten die Vernichtungsdynamik. In Abgrenzung zu Martin Broszats Datierung des Holocaust auf das Frühjahr 1942 begründet Browning mit der Ausweitung der Massenerschießungen schon im Juni 1941 die These, dass Hitler im Sommer 1941 der konkreten Vorbereitung des Holocaust durch Himmler und Heydrich zustimmte und die dadurch ausgelösten Durchführungspläne im Oktober und November 1941 billigte.

### Politisches Engagement
Im August 2023 war Browning einer der Unterzeichner der Petition „The Elephant in the Room“, die Israels Besetzung der Palästinensergebiete als ein Apartheid-Regime verurteilte.

## Werke (Auswahl)
- The final solution and the German Foreign Office. A study of referat D III of Abteilung Deutschland 1940–1943. Holmes & Meier, New York/London 1978 [tatsächlich erschienen 1979] ISBN 0-8419-0403-0 (Studie über die Beteiligung des Auswärtigen Amtes.)

deutsch: Die „Endlösung“ und das Auswärtige Amt. Das Referat D III der Abteilung Deutschland 1940–1943. Aus dem Amerikanischen von Claudia Kotte. Vorwort von Jürgen Matthäus. WBG, Darmstadt 2010, ISBN 3-534-22870-7 (vgl. Rezension in der FAZ vom 7. Juli 2010)
- Ordinary Men. Reserve Police Battalion 101 and the Final Solution in Poland, New York, HarperCollins 1993 (1992), ISBN 0-06-099506-8
  - deutsche Ausgabe: Ganz normale Männer. Das Reserve-Polizeibataillon 101 und die „Endlösung“ in Polen. Übersetzt von Jürgen Peter Krause, Rowohlt, Reinbek 1993, ISBN 3-498-00569-3[6]

In Ganz normale Männer beschreibt Browning die Taten des Reserve-Polizeibataillons 101 während des Holocausts. Diese Einheit war im besetzten Polen verantwortlich für das Erschießen von Juden bzw. deren Gefangennahme, um sie in die Vernichtungslager abzutransportieren. Browning, der die Ergebnisse des Experiments Stanley Milgrams einbezieht, kommt zu dem Ergebnis, dass die Mitglieder der Einheit keine Dämonen oder fanatische Nazis gewesen seien, sondern normale mittelalte Männer, die aus der Arbeiterklasse Hamburgs stammten. Den Männern wurde gelegentlich die Wahl gelassen, auf die Ermordung der Juden zu verzichten, falls es ihnen unangenehm sei. Von 500 Mann wählten nur 15 diese Option. Browning schlussfolgert, dass die Männer der Einheit nicht aus Mordlust töteten, sondern aus dem Gefühl des Gruppenzwangs und Gehorsam heraus. Wie das Milgram-Experiment zeige, seien die meisten Durchschnittsmenschen zu derartigen Taten fähig. Es müsse nur eine Autorität die Befehle geben.
Ordinary Men erhielt allgemeine Anerkennung, wurde jedoch von Daniel Goldhagen stark kritisiert. Browning habe den starken Einfluss der deutschen Kultur auf den Holocaust missachtet. In einem Verriss in der 1992er Ausgabe von The New Republic nannte Goldhagen Ordinary Men ein unwissenschaftliches und wertloses Buch. Browning habe sich seine eigenen Beweise zurechtgezimmert. Goldhagens Buch Hitlers willige Vollstrecker (1996) sei auch als Antwort auf Ordinary Men zu verstehen gewesen.
- Nazi policy, Jewish workers, German killers. 2000
  - dt. Ausgabe: Judenmord. NS-Politik, Zwangsarbeit und das Verhalten der Täter. S. Fischer, Frankfurt 2001, ISBN 3-10-005210-2
  - Rezension von Ingrid Schupetta auf H-Soz-u-Kult
  - Rezensionen bei Perlentaucher
- The Origins of the Final Solution. The Evolution of Nazi Jewish Policy, September 1939 – March 1942. With contributions by Jürgen Matthäus. Lincoln, University of Nebraska Press and Jerusalem, Yad Vashem 2004, ISBN 0-8032-1327-1
  - dt. Ausgabe: Die Entfesselung der „Endlösung“. Nationalsozialistische Judenpolitik 1939–1942. (mit einem Beitrag von Jürgen Matthäus) Propyläen, Berlin 2003, ISBN 3-549-07187-6. Auch als TB 2006
  - Rezensionen bei „Perlentaucher“
  - Hitler gab das Signal, Rezension von Daniel Koerfer in Die Zeit, Nr. 47 vom 13. November 2003
  - Rezension, Wolfram Meyer zu Uptrup für H-Soz-u-Kult, 20. Juli 2004
- Remembering Survival: Inside a Nazi Slave-labor Camp, Norton, New York City 2010, ISBN 978-0-393-07019-4

## Verfilmung
- Das radikal Böse. Dokumentarfilm (zu Ordinary men). Regie Stefan Ruzowitzky. 96 Min. Mit Devid Striesow, Benno Fürmann, Alexander Fehling, Volker Bruch, Sebastian Urzendowsky, Nicolette Krebitz, Lenn Kudrjawizki (jeweils als Sprecher). D 2013 (Erstauff. 16. Januar 2014). Das radikal Böse bei IMDb